# 블루 라군: 더 어웨이크닝
《블루라군 : 더 어웨이크닝》(Blue Lagoon: The Awakening)은 미국에서 제작된 미카엘 살로먼 감독의 2012년 멜로/로맨스, 모험, 드라마 영화이다. 인디아나 에반스 등이 주연으로 출연하였다. 2012년 6월 6일 라이프타임을 통해 초연되었다.

## 출연

### 주연
- 인디아나 에반스
- 브렌튼 스웨이츠

### 조연
- 데니즈 리처즈
- 패트릭 세인트 에스프릿
- 프랭크 존 휴즈
- 알릭스 엘리자베스 기터
- 헤일리 키요코
- 아미 카레로
- 크리스토퍼 앳킨스
- 제이콥 아티스트
- 마커스 지아마티
- 릭 챔버스

## 같이 보기
- 블루 라군 (1980년 영화)